# Maska Guya Fawkesa

Maska Guya Fawkesa

Maska Guya Fawkesa – maska obrazująca Guya Fawkesa, angielskiego katolika i przywódcę spisku prochowego, który 5 listopada 1605 roku przeprowadził nieudany zamach na budynek brytyjskiego Parlamentu. Stworzył ją ilustrator i współautor komiksu V jak vendetta, David Lloyd, który w ten sposób chciał uhonorować spiskowca. Maska ma duży uśmiech, czerwone policzki, czarne wąsy zawinięte do góry oraz wąską spiczastą brodę. W 1982 roku pojawiła się w komiksie V jak vendetta, a w 2006 roku w jego filmowej ekranizacji. Później stała się symbolem grupy internetowych aktywistów Anonymous oraz różnych ruchów protestacyjnych na całym świecie.

## Historia

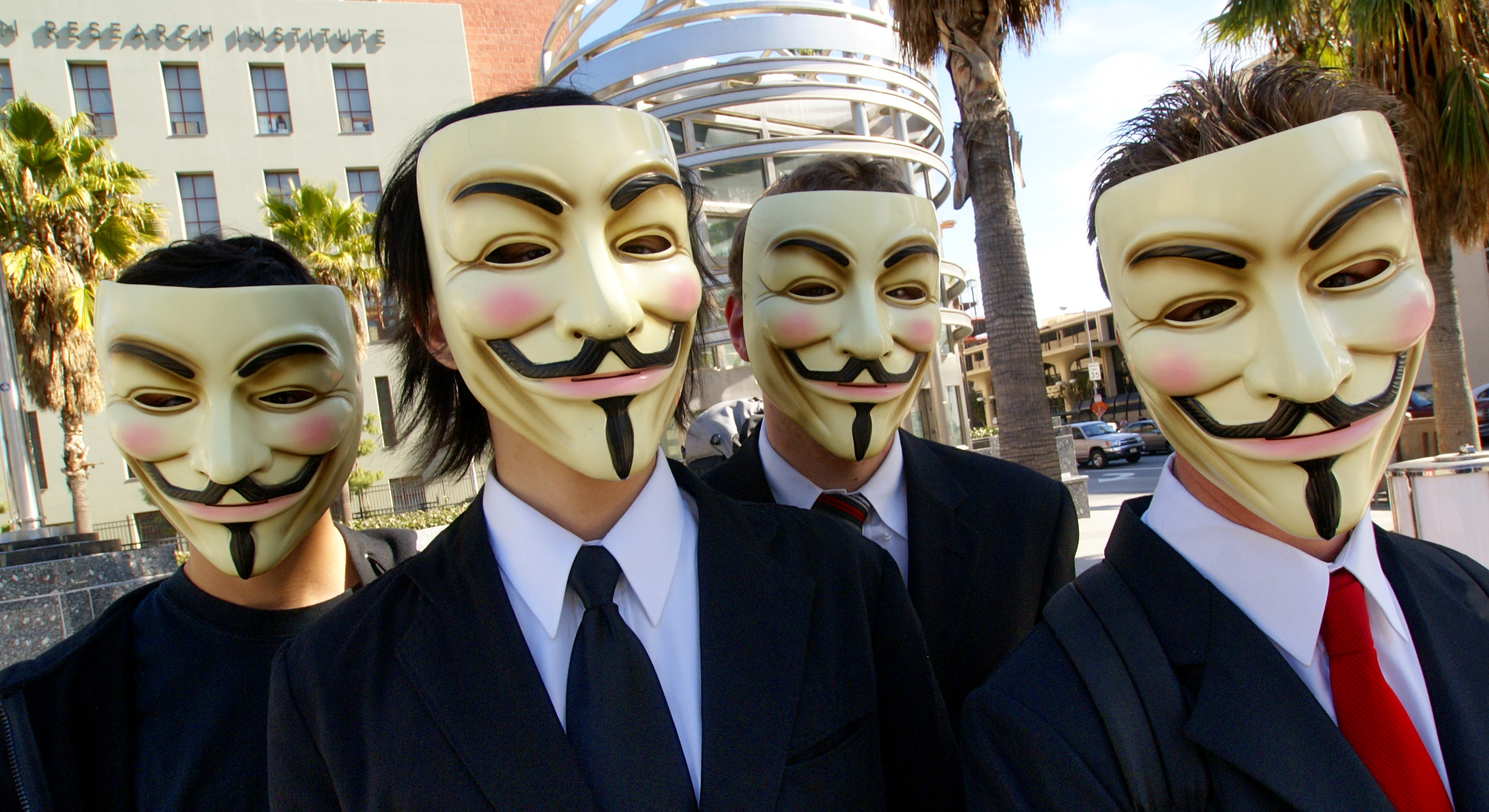
Członkowie grupy Anonymous w maskach Guya Fawkesa w Los Angeles (2008)

Po udaremnieniu spisku prochowego w 1605 roku, wydarzenie to corocznie upamiętniano poprzez palenie kukieł spiskowców. Pod koniec XVIII wieku dzieci z groteskowo zamaskowaną kukłą Guya Fawkesa zaczęły chodzić po ulicach i zbierać pieniądze, a 5 listopada z czasem stał się znany jako Dzień Guya Fawkesa.
W XX wieku w Wielkiej Brytanii tekturowe oraz papierowe maski sprzedawano w sklepach lub rozdawano dzieciom za darmo razem z komiksami. Jednakże w latach 80. ich popularność zaczęła maleć, gdyż Dzień Guya Fawkesa coraz bardziej wypierało święto Halloween.
W 1982 roku pojawił się komiks V jak vendetta autorstwa Alana Moore'a i Davida Lloyda, którego bohater usiłował obalić autorytarny rząd sprawujący władzę w przyszłym Zjednoczonym Królestwie. Podczas pracy nad fabułą Lloyd wpadł na pomysł, by w roli V obsadzić kogoś takiego jak Guy Fawkes, z tym, że nosiłby on maskę i był ubrany w pelerynę oraz stożkowy kapelusz. Zaznaczył, że wprawdzie wyglądałby on dziwacznie, ale dałby obraz Fawkesa na jaki przez te wszystkie lata zasłużył. Uznał bowiem, że nie powinno się świętować jego niepowodzenia, lecz to, że podjął próbę zniszczenia brytyjskiego Parlamentu.

## Symbol demonstrantów

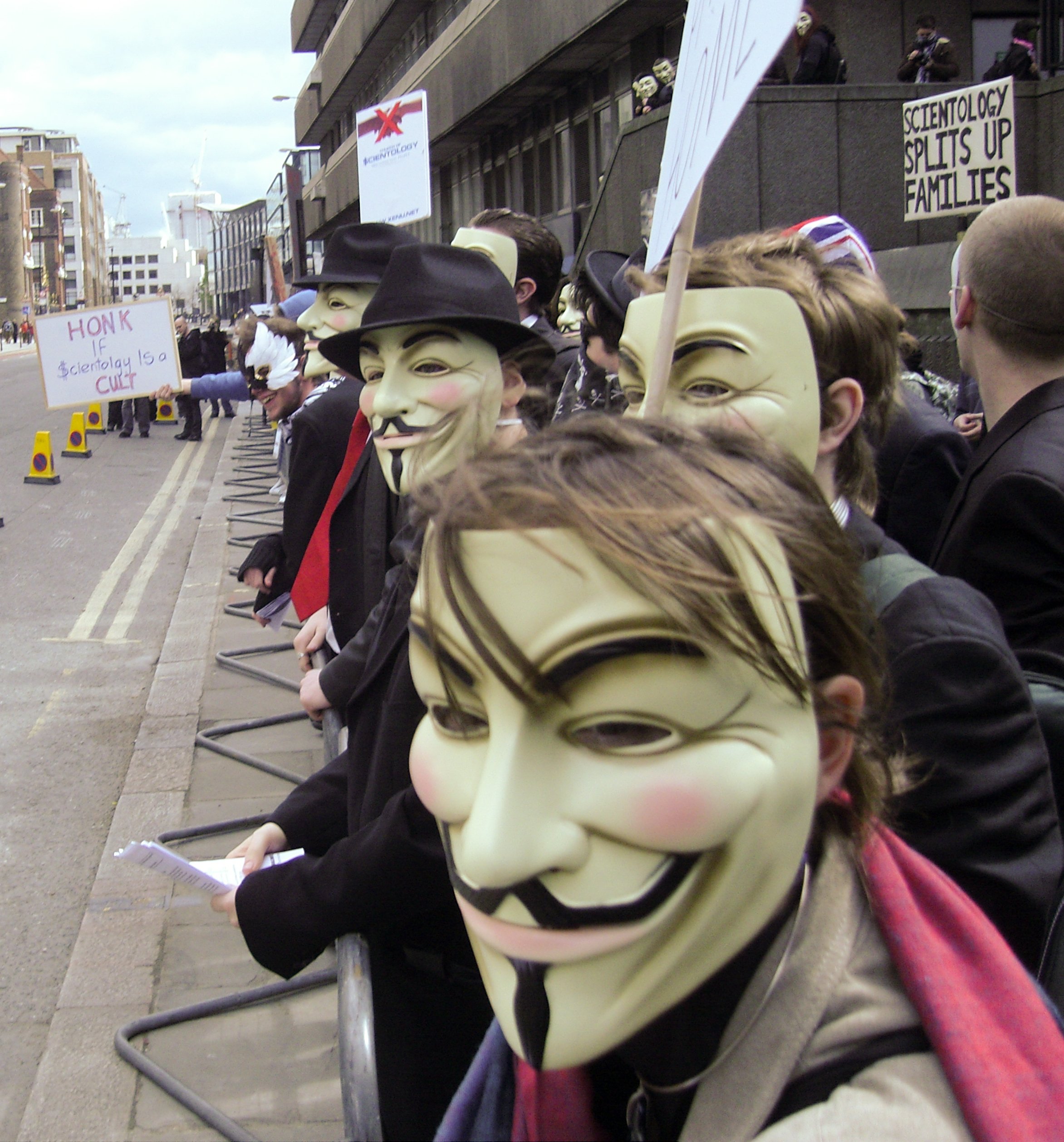
Członkowie grupy Anonymous podczas protestu w Londynie przeciwko Kościołowi Scjentologicznemu w 2008 roku

Po premierze filmu V jak vendetta w 2006 roku, maska której używał główny bohater walcząc z totalitarnym ustrojem, rozpowszechniła się wśród różnych grup protestacyjnych występujących przeciwko rządom, bankom i instytucjom finansowym. Chroniła ona nie tylko tożsamość demonstrantów, ale symbolizowała też ich zjednoczenie we wspólnej sprawie.
W 2006 roku przed siedzibą wydawnictwa DC Comics starły się ze sobą dwie konkurencyjne grupy ubrane w maski Guya Fawkesa. Jednej z nich przewodził anarchista Adam Weismann, który protestował przeciwko filmowi V jak Vendetta, a drugiej Todd Seavey, którego grupa popierała DC Comics i była przeciwna anarchistom.
23 maja 2009 roku zamaskowani demonstranci odpalili fałszywą beczkę prochu strzelniczego w pobliżu brytyjskiego Parlamentu, by zaprotestować przeciwko wysokim wydatkom parlamentarzystów.
W 2011 roku uczestnicy protestu w Wisconsin oraz ruchu Okupuj Wall Street używali masek Guya Fawkesa, co sprawiło, że upowszechniły się na świecie wśród innych protestujących jako symbol oporu i sprzeciwu.
W styczniu 2012 roku polscy demonstranci w maskach Fawkesa protestowali przeciwko podpisaniu przez Polskę ustawy ACTA.
24 listopada 2012 roku w australijskim Sydney, zwolennicy anarchii ubrani w maski Fawkesa wzięli udział w pro-palestyńskim wiecu, by wyrazić swoją solidarność z mieszkańcami Gazy. W tym samym roku zamaskowani antyrządowi demonstranci protestowali w Tajlandii. Podobne zdarzenia miały miejsce także w 2013 roku podczas demonstracji w Turcji, Brazylii i Egipcie.

### Anonymous
W 2008 roku maska stała się symbolem internetowej grupy haktywistów Anonymous, którzy w ramach Projektu Chanologia prowadzili protest przeciwko praktykom Kościoła Scjentologicznego, który grożąc pozwem sądowym wymusił na serwisie YouTube, usunięcie materiału z Tomem Cruise'em. Film przedstawiał wywiad z aktorem, który wychwalał scjentologię, ale według członków Kościoła był on przeznaczony na ich wewnętrzny użytek i został nielegalnie skopiowany, a następnie umieszczony w Internecie. Kilka grup użytkowników znanych pod wspólną nazwą Anonymous uznało to za próbę cenzurowania Internetu oraz informacji o Kościele. Niedługo potem przeprowadzono w sieci kilka akcji przeciwko scjentologom, a w lutym 2008 roku grupa rozpoczęła protesty pokojowe na ulicach miast. Ponieważ członkowie Kościoła regularnie fotografowali demonstrantów, zaczęli oni ukrywać swoją twarz, wykorzystując do tego maskę Guya Fawkesa. W czasie protestów, które trwały kilka miesięcy, coraz więcej osób z niej korzystało i z czasem stała się ona symbolem grupy. Niedługo potem także inne internetowe grupy zaadaptowały maskę na potrzeby różnych protestów przeciwko władzy.